# Franz von Hein
Franz Hein, ab 1863 Ritter von Hein, ab 1871 Freiherr von Hein (* 28. Juni 1808 in Olmütz; † 18. Februar 1890 in Brünn) war ein österreichisch-schlesischer Politiker und Richter. Er war Bürgermeister von Troppau (1856–1862), 1861/62 erster Präsident des österreichischen Reichrats, 1862 bis 1865 Justizminister des Kaisertums Österreich und ab 1869 Mitglied des Herrenhauses.

## Leben
Franz Hein, Sohn eines Postkontrollors, besuchte das Gymnasium und die Philosophischen Jahrgänge in Olmütz und studierte ab 1830 Rechtswissenschaft an der dortigen Universität, wo er 1833 zum Dr. iur. promoviert wurde. 1837 wurde er Advokat im schlesischen Jauernig, 1847 zog er nach Troppau um. 
Im Revolutionsjahr 1848 wurde er Vizebürgermeister von Troppau, gehörte dem verstärkten schlesischen öffentlichen Konvent an und wurde im Juli 1848 als Abgeordneter von Troppau in den österreichischen Reichstag in Wien gewählt, wo er Obmann des Zentrumsklubs war. Er gehörte dem Verfassungsausschuss des Reichstages und insbesondere dem Dreierkomitee über die Grundrechte an. Nach der Verlegung des Parlaments nach Kremsier aufgrund der revolutionären Unruhen in Wien im Oktober war Hein im Januar und Februar 1849 Erster Vizepräsident des Reichstages. Nach dessen Auflösung im März 1849 und der Niederschlagung der Revolution zog sich Hein in der Zeit des Neoabsolutismus zunächst aus der Politik zurück. Von 1856 bis 1862 war er Bürgermeister der Stadt Troppau. Mit dem Erstarken des Bürgertums und der konstitutionellen Liberalen gehörte Hein 1860 zu den neuen Mitgliedern, die in den verstärkten, aber noch lediglich beratenden Reichsrat Kaiser Franz Josephs I. berufen wurden. 
Nach dem Februarpatent 1861 wurde er in den schlesischen Landtag gewählt und gehörte bis 1862 auch dem Landesausschuss als Landeshauptmann-Stellvertreter an. Zudem wurde er als Vertreter der Stadt Troppau sowie der Handels- und Gewerbekammer Troppau in das Abgeordnetenhaus des Reichsrates delegiert, das damals indirekt nach Klassen („Kurien“) gewählt wurde, aber nun bereits Gesetzgebungskompetenz hatte. Der Kaiser ernannte ihn zudem beim ersten Zusammentreten des Abgeordnetenhauses Ende April 1861 zu dessen Präsidenten. Aus diesem Amt schied Hein im Dezember 1862 wieder aus, als er zum Justizminister in der Regierung Anton von Schmerling ernannt wurde. Von 1865 bis zu seinem Eintritt in den Ruhestand 1881 war er Präsident des Oberlandesgerichts Wien. Zudem wurde er 1868 in den Staatsgerichtshof gewählt und am 20. Januar 1869 zum Mitglied des Herrenhauses auf Lebenszeit ernannt.
Für seine Verdienste wurde er am 13. Dezember 1860  mit dem Orden der Eisernen Krone 3. Klasse ausgezeichnet, dazu erhielt er am 5. Juni 1863 den österreichischen Ritterstand und im selben Jahr den Titel Geheimer Rat. Ferner bekam er am 22. April 1868 das Großkreuz des Franz-Josef-Ordens und am 12. Mai 1871 den österreichischen Freiherrenstand zuerkannt. Die Städte Wien (1862) und Troppau verliehen Franz von Hein die Ehrenbürgerschaft.

## Familie
Er heiratete am 5. Februar 1837 in Troppau Rosalie von Laminet-Arztheim (* 31. März 1815). Das Paar hatte mehrere Kinder:
- Eugenie Valentine Johanna Marie (* 20. Dezember 1844) ⚭ Otto Ritter Görger von St. Jörgen
- Robert Johann Maria (* 20. Januar 1849) ⚭ 1876 Julie Absolon
- Viktor Leo Walter Maria (* 1. Februar 1850)
- Leontine Franziska Rosalie Maria (* 7. November 1853) ⚭ 1874 Karl Ritter von Schmerling